# One Night Stand (1997)
One Night Stand ist ein US-amerikanischer Film aus dem Jahr 1997 von Mike Figgis, der auch das Drehbuch schrieb, den Film mitproduzierte und die Filmmusik komponierte. Die Hauptrollen spielten Wesley Snipes, Nastassja Kinski und Kyle MacLachlan.
Der Schauspiel-Film beschreibt die Entwicklung eines Menschen, ausgelöst durch die tödliche Erkrankung eines Freundes und die Begegnung mit einer Frau.

## Handlung
Der verheiratete afroamerikanische Werbefachmann Max besucht seinen an AIDS erkrankten Freund Charlie in New York. Anschließend lernt er die Weiße Karen kennen, verbringt mit ihr zusammen den Abend, wobei sie sich näherkommen. Als sie überfallen werden, führen die extreme Situation und die Anspannung zu einem One-Night-Stand.
Am nächsten Tag reist er zurück nach Los Angeles, wo ihm zunehmend die Unzufriedenheit mit seinem Leben bewusst wird. Nach einer Party kommt es zum Streit zwischen Max und seiner Frau Mimi. Als Max ein Jahr später seinen Freund Charlie an dessen Sterbebett besucht, trifft er dort auf dessen Bruder Vernon und seine Frau – Karen. Vernon lädt Max und Mimi zum Essen ein, bei dem Max und Karen versuchen, den Schein zu wahren, sie würden sich kaum kennen.
Etwas später treffen sich Max und Karen am Bett von Charlie. Sie küssen sich, überzeugt, dass Charlie schläft. Dieser wacht auf und beobachtet die Szene, auf die er später Max mit viel Verständnis anspricht. Einige Tage später stirbt Charlie.
Im Zentrum steht die Perspektive von Max, der am Ende des Filmes ein anderer Mensch ist als zu Beginn.
Der Film endet damit, dass Max und Karen ein Paar sind und auch Vernon und Mimi eine Beziehung begonnen haben. Beide Paare verstehen sich immer noch gut.

## Kritiken
In der Zeitschrift Cinema wird die „unkonventionelle Mischung aus Liebesfilm und Sterbe-Drama“ als „verschmitzt fröhlicher, teils tragisch ernüchternder Film über Liebe, Treue und die Neuordnung des Lebens“ bezeichnet. TV Today 20/1997 bezeichnete ihn als klug und rührend. TV Movie 20/1997 bemängelte die bleierne Schwere des Films.
Auf Rotten Tomatoes hat der Film eine positive Bewertung von 32 % (basierend auf 31 Kritiken).

„Das schlichte Beziehungsdrama wird durch die behutsame Inszenierung zu dem reizvollen Porträt eines Mannes verdichtet, der sich in der Auseinandersetzung mit Liebe und Tod selbst neu entdeckt.“

## Auszeichnungen
Wesley Snipes gewann den Schauspielpreis bei den Internationalen Filmfestspielen von Venedig 1997. Mike Figgis wurde für den Goldenen Löwen beim selben Festival und den Golden Satellite Award nominiert, ebenfalls in der Kategorie Bester Schauspieler.
Bei den Boston Society of Film Critics Awards 1997 wurde Robert Downey Jr. als bester Nebendarsteller nominiert und erreichte den dritten Platz.
Die Deutsche Film- und Medienbewertung FBW in Wiesbaden verlieh dem Film das Prädikat wertvoll.